# Sphaeromyxa tripterygii
Sphaeromyxa tripterygii is een microscopische parasiet uit de familie Sphaeromyxidae. Sphaeromyxa tripterygii werd in 1953 beschreven door Laird. 